# Municipio de Hopkins (Misuri)
El municipio de Hopkins (en inglés: Hopkins Township) es un municipio ubicado en el condado de Nodaway en el estado estadounidense de Misuri. En el año 2010 tenía una población de 739 habitantes y una densidad poblacional de 7,37 personas por km².

## Geografía
El municipio de Hopkins se encuentra ubicado en las coordenadas 40°32′17″N 94°48′50″O / 40.53806, -94.81389. Según la Oficina del Censo de los Estados Unidos, el municipio tiene una superficie total de 100.28 km², de la cual 100,21 km² corresponden a tierra firme y (0,07 %) 0,07 km² es agua.

## Demografía
Según el censo de 2010, había 739 personas residiendo en el municipio de Hopkins. La densidad de población era de 7,37 hab./km². De los 739 habitantes, el municipio de Hopkins estaba compuesto por el 98,24 % blancos, el 1,22 % eran afroamericanos, el 0,27 % eran asiáticos y el 0,27 % eran de una mezcla de razas. Del total de la población el 0,54 % eran hispanos o latinos de cualquier raza.